# 데이비드 러셀 (기타 연주자)
데이비드 러셀 (David Russell)은 기타리스트이며, 1953년 영국에서 태어났다.

## 수상
- 2005년 그래미 어워드 최우수 기악 독주 부문상
- 1979년 타레가 콩쿠르 우승, 라미레스 콩쿠르 우승
- 1976년 세고비아 콩쿠르 우승